# 東銀國際
東銀國際控股有限公司（港交所除牌前：0668），前身為八佰伴飲食、香港飲食管理、東星能源、東原地產，是一間在香港交易所上市的公司，主要在香港經營餐飲業務，餐飲業務有榕江潮州酒家。
香港飲食管理自家所創立的品牌包括有大滿貫快餐店、SIDE WALK等。另外，1991年至2007年，香港飲食管理為聖安娜餅屋的主要股東，後來全部售給利亞零售（港交所：8052），聖安娜餅屋亦被私有化。2010年5月，獲主席羅韶宇注入新疆一個煤礦。同時，亦正研究向獨立第三方收購一個年產能90萬噸焦煤礦。
此外，公司已分別與河南煤業集團及華西集團訂立戰略合作協議，成立長期戰略聯盟合作開採及發展中國採礦項目。
香港飲食管理的餐飲業務現時以駿昇飲食的名義經營。

## 大滿貫快餐店
大滿貫快餐店是香港九龍東的已結業地區性連鎖快餐店，由已結業的八佰伴百貨公司成立，由香港飲食管理集團管理。2013年10月起，大滿貫在香港的分店全線結業。
大滿貫的食品及形式類似同業競爭的美心MX、大家樂及大快活等港式快餐。

### 歷史
大滿貫快餐店的前身是九龍灣德福花園的大家樂快餐店，當時大家樂集團將該快餐店外判給八佰伴百貨公司旗下的「八佰伴飲食」經營，為當時唯一一間外判的大家樂。後來，八佰伴飲食將其改名為大滿貫快餐店，與大家樂再無任何關係，並先後在樂富及藍田開設分店。
1997年，八佰伴撤出香港，八佰伴飲食改組為「香港飲食管理集團」，繼續管理大滿貫快餐店。
2007年8月，因德福花園改裝成中高檔商場，位於該處的大滿貫快餐店不獲續租，被美心food取代，大滿貫快餐店當時只剩下兩間分店。2009年2月，因樂富中心商場改裝，位於該處的大滿貫快餐店不獲續租，被一粥麵及米線陣取代，當時大滿貫快餐店只剩下一間分店。2013年10月，位於藍田匯景廣場的大滿貫快餐店不獲續租，被爭鮮外帶、屈臣氏及一粥麵取代，大滿貫快餐店全線結業。
2016年11月8日，該公司由母公司重慶東銀控股集團有限公司注入人民幣80,000,000.00 元（相當於約 91,200,000 港元），主要用作營運資金。

### 分店
- 九龍灣德福花園 （1991年至2007年8月結業）
- 樂富中心（1991年至2009年2月結業）
- 藍田匯景廣場（1992年至2013年10月結業）

## 外部連結
- 駿昇飲食有限公司 （页面存档备份，存于）